# Bahnstrecke Parchim–Suckow
| Bahnhof Parchim |                               |                                            |                                            |
| Kursbuchstrecke: | 105q (1934) 120g (1944, 1946) |                                            |                                            |
| Spurweite: | 1435 mm (Normalspur)          |                                            |                                            |
| |                               |                                            |                                            |
| \| \| \| von Schwerin \| \| \| \| \| von Karow \| \| \| \| 0,0 \| Parchim \| Parchim \| \| \| \| nach Ludwigslust \| \| \| \| 4,4 \| Brunnen \| Brunnen \| \| \| 5,6 \| Slate \| Slate \| \| \| 9,9 \| Zachow \| Zachow \| \| \| 12,5 \| Tessenow \| Tessenow \| \| \| 16,7 \| Marnitz \| Marnitz \| \| \| 19,4 \| Suckow (Kr Parchim) früher Suckow (Grenze) \| Suckow (Kr Parchim) früher Suckow (Grenze) \| \| \| \| nach Pritzwalk \| \| |                               |                                            |                                            |
| Strecke |                               | von Schwerin                               | von Schwerin                               |
| Abzweig geradeaus und von links |                               | von Karow                                  | von Karow                                  |
| Bahnhof | 0,0                           | Parchim                                    | Parchim                                    |
| Abzweig ehemals geradeaus und nach rechts |                               | nach Ludwigslust                           | nach Ludwigslust                           |
| Haltepunkt / Haltestelle (Strecke außer Betrieb) | 4,4                           | Brunnen                                    | Brunnen                                    |
| Bahnhof (Strecke außer Betrieb) | 5,6                           | Slate                                      | Slate                                      |
| Dienststation / Betriebs- oder Güterbahnhof (Strecke außer Betrieb) | 9,9                           | Zachow                                     | Zachow                                     |
| Bahnhof (Strecke außer Betrieb) | 12,5                          | Tessenow                                   | Tessenow                                   |
| Bahnhof (Strecke außer Betrieb) | 16,7                          | Marnitz                                    | Marnitz                                    |
| Bahnhof (Strecke außer Betrieb) | 19,4                          | Suckow (Kr Parchim) früher Suckow (Grenze) | Suckow (Kr Parchim) früher Suckow (Grenze) |
| Strecke (außer Betrieb) |                               | nach Pritzwalk                             | nach Pritzwalk                             |

Die Bahnstrecke Parchim–Suckow war eine Nebenbahn im Süden von Mecklenburg. 1947 wurde die Strecke abgebaut.

## Geschichte

### Vorgeschichte und Bau

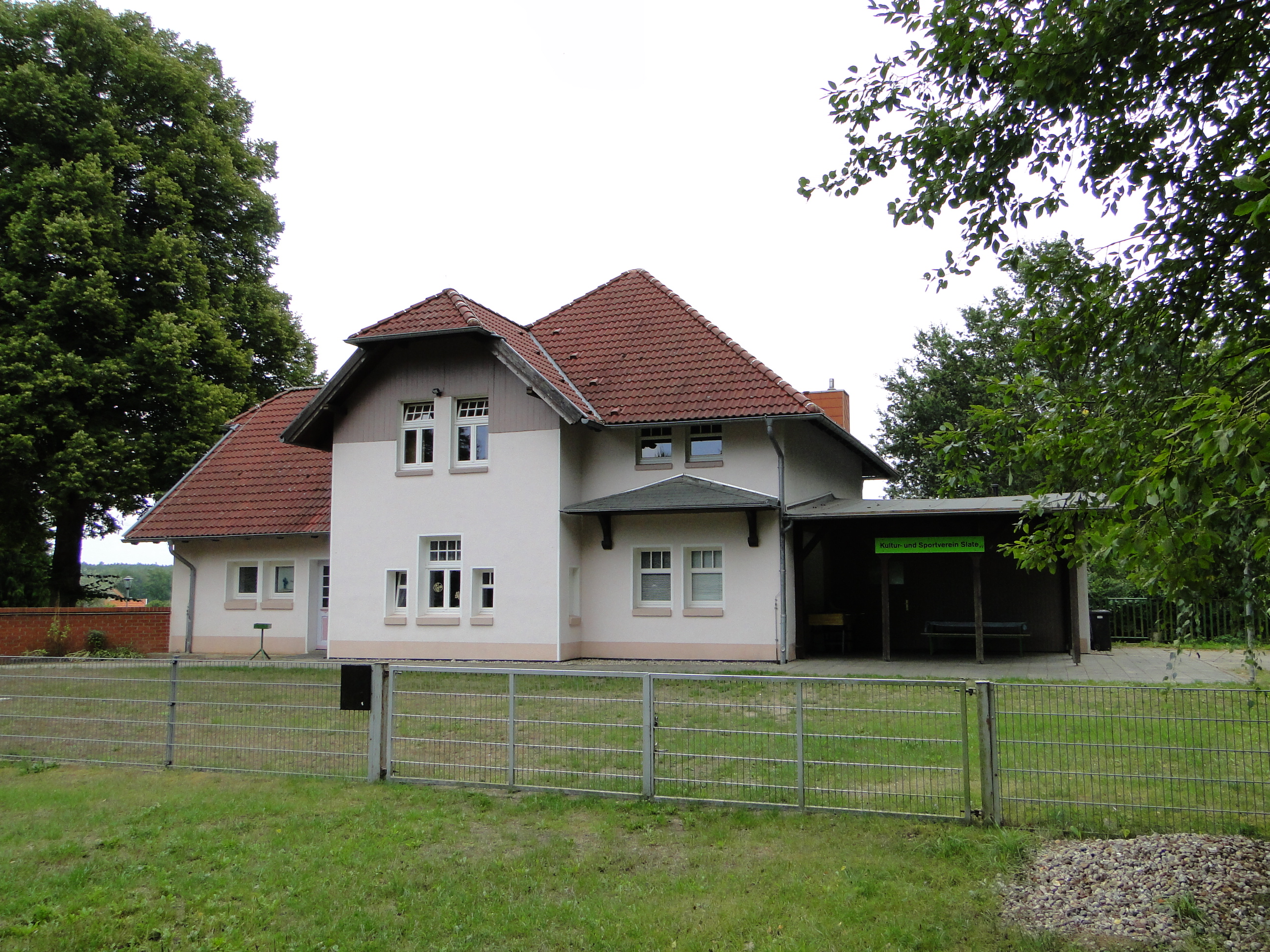
Empfangsgebäude in Slate

Schon im 19. Jahrhundert gab es eine Reihe von Bestrebungen, eine Bahnstrecke in dieser Relation zu errichten. Bereits 1862/63 und erneut 1871 gab es Planungen für eine Hauptbahnverbindung von Berlin nach Kiel über Wittstock, Parchim und Schwerin und um 1870 durch Hermann Bachstein für eine Verbindung zwischen Pritzwalk und Schwerin über Parchim.
Das größtenteils nur landwirtschaftlich genutzte Gebiet zwischen Parchim und Putlitz wünschte sich bereits in den 1890er Jahren einen Eisenbahnanschluss. So wollten Gutsbesitzer 1894 eine Bahnverbindung von Neustadt (Dosse) über Pritzwalk, Putlitz und Parchim nach Crivitz. 1896 gab es ein Projekt der Norddeutschen Eisenbahnbau- und Verkehrsgesellschaft für den Bau einer normalspurigen Kleinbahn von Marnitz über Parchim nach Crivitz. Die Bestrebungen für den Bau der Eisenbahnverbindung verstärkten sich, nachdem einerseits Putlitz 1896 eine Bahnverbindung nach Pritzwalk nach Südosten durch die Ostprignitzer Kreiskleinbahnen und anderseits Parchim 1899 eine Verbindung nach Crivitz und weiter nach Schwerin erhielt.
Den Weiterbau der Putlitzer Strecke nach Suckow, damals Grenzort zwischen Preußen und Mecklenburg-Schwerin, machte die preußische Seite Anfang des 20. Jahrhunderts vom Bau einer Eisenbahn von Parchim nach Suckow abhängig. Mecklenburg war unter der Voraussetzung einverstanden, dass ein durchgehender Verkehr zwischen Parchim und Pritzwalk durchgeführt würde.
Im Sommer 1911 wurde der Bau der Nebenbahn Parchim–Suckow genehmigt. Sofort begann die Großherzoglich Mecklenburgische Friedrich-Franz-Eisenbahn, die staatliche Eisenbahn Mecklenburgs, mit den Bauarbeiten. Der Bahnbau Putlitz–Suckow hatte ebenfalls bereits begonnen. Da keine großen Erdarbeiten durchzuführen waren und der Oberbau in einfacher Kiesbettung ausgeführt wurde, konnte die Bahnstrecke Parchim–Suckow am 1. November 1912 eröffnet werden, einen Monat nach der Strecke Putlitz–Suckow. Eröffnungsfeierlichkeiten gab es nicht.

### Betrieb

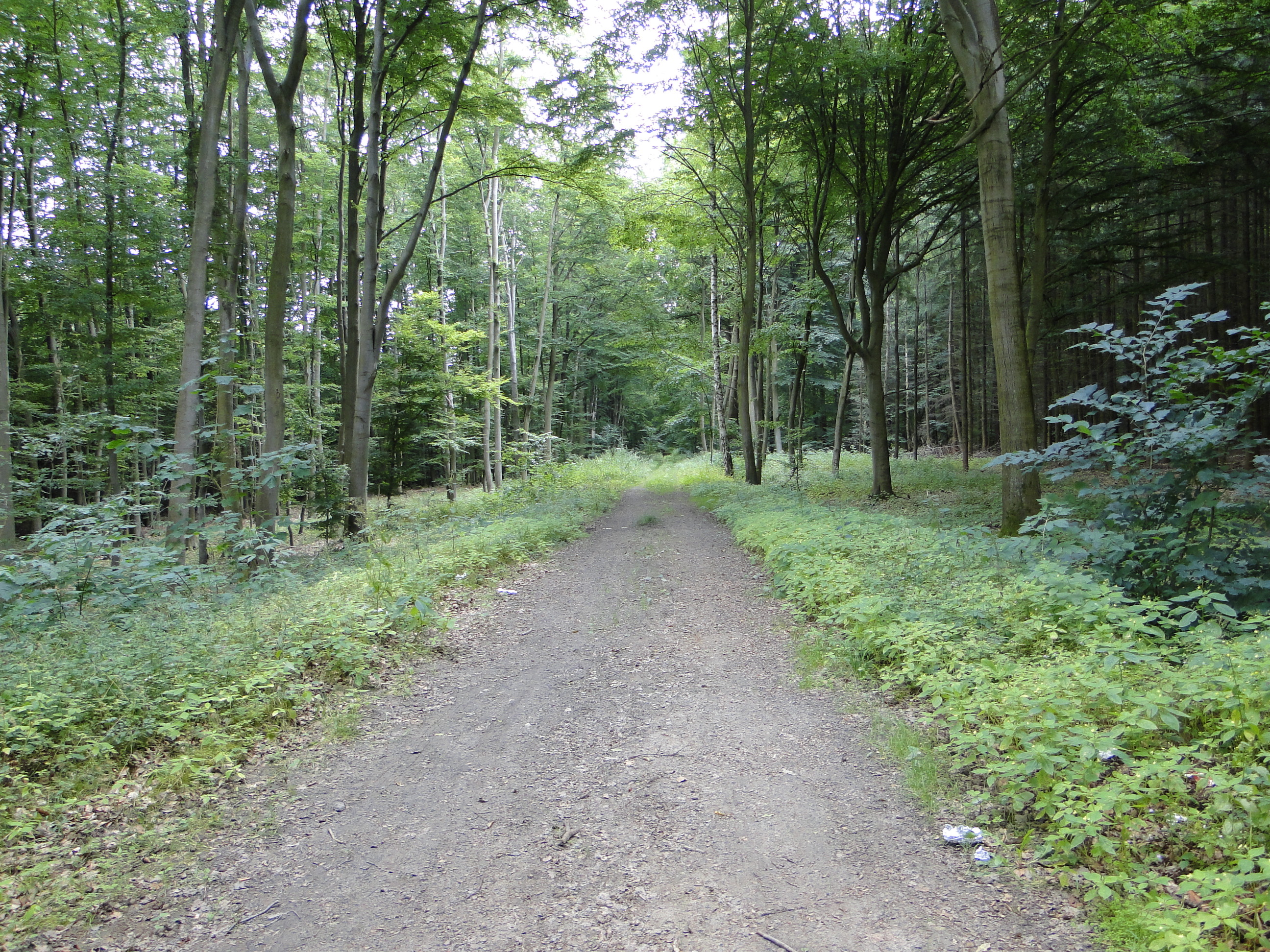
Ehemalige Bahntrasse bei Parchim

Als Hindernis erwies sich von Anfang an der Betrieb der Strecken von Parchim nach Suckow und von Suckow nach Pritzwalk durch zwei unterschiedliche Bahngesellschaften. Der von der mecklenburgischen Staatsbahn betriebene Bahnhof Suckow war Grenzbahnhof zwischen beiden Bahngesellschaften. Meistens mussten dort alle Reisenden umsteigen. Dieser Umstand, verbunden mit teilweise viereinhalb Stunden Reisezeit für die 48 Kilometer von Parchim nach Pritzwalk, galt bereits im Eröffnungsjahr als „Verkehrshindernis“. Dennoch änderte sich an der getrennten Betriebsführung längere Zeit nichts. Als nach 1920 die Strecke zur Deutschen Reichsbahn kam, blieb die Verlängerung nach Putlitz und Pritzwalk im Besitz des Landkreises. Erst ab Ende der 1930er Jahre gab es einige durchgehende Züge zwischen Parchim und Pritzwalk. Bespannt wurden die Züge mit Lokomotiven der Baureihe T 4 (im Nummernschema der Reichsbahn Baureihe 91.19), die in Parchim und Suckow stationiert waren. In Suckow war eine kleine Lokstation eingerichtet worden.
Das Verkehrsaufkommen blieb während der ganzen Betriebszeit gering. Lediglich während des Zweiten Weltkriegs erlangte die Strecke etwas an Bedeutung, als bei Slate ein militärisches Anschlussgleis für die Wehrmacht gebaut wurde.
Im Zweiten Weltkrieg blieb die Strecke im Wesentlichen unversehrt. Nachdem mehrere Nord-Süd-Verbindungen in der Region als Reparationsleistung an die Sowjetunion entweder wie die Lloydbahn ganz abgebaut wurden oder wie die Berlin-Hamburger Bahn ihr zweites Gleis verloren, war ein verstärkter Güterverkehr über diese Strecke vorgesehen. Dazu kam es jedoch nicht, da 1947 entschieden wurde, die Strecke abzubauen und die Schienen zum Wiederaufbau der 1945 demontierten Strecke von Rostock nach Schwaan zu verwenden. Die Gleise wurden bis auf einen kurzen Gleisrest in Parchim vollständig entfernt. Der Bahnhof Suckow blieb bis 1980 für die Strecke nach Putlitz in Betrieb. Ein Teil der Gleisanlagen wie etwa die Gleise zum Lokschuppen und zur Ladestraße wurde jedoch ebenfalls abgebaut.

## Heutige Situation
Die Trasse der Strecke ist im Wesentlichen erhalten geblieben. Ebenfalls erhalten sind die Bahnhofsgebäude in Slate, Tessenow, Marnitz und Suckow und der Lokschuppen in Suckow.